# Vinko Košak
Vinko Košak, profesor, slovenski pesnik in publicist, * 22. september 1903, † 14. oktober 1942, ustreljen kot talec.
Košak je objavljal pesmi, predvsem socialno liriko, prozo, literarne ocene in razmišljanja o kulturnih in socialnih vprašanjih slovenske družbe, pri čemer je kritiziral nekatere slavne slovenske pisatelje kot so bili France Bevk in Ivan Lah.
O njem je bila leta 2002 napisana biografija z naslovom Neizsanjana pot, ki jo je uredil dr. Emil Cesar, v njej pa so zbrane pesmi, dnevniški zapiski in kratka proza Vinka Košaka.
Košaka so leta 1942 kot talca ustrelili Italijani.